# Alianza Democrática Nacional (Chile)
Alianza Democrática Nacional (ADN) fue un partido político chileno en formación entre los años 2014 y 2015.
El partido fue creado el 14 de octubre de 2014, según consta en la escritura pública publicada el 4 de marzo de 2015 en el Diario Oficial de la República de Chile para establecer la constitución del partido, con lo cual se inició el plazo para recolectar las firmas necesarias y constituirse en partido de manera legal ante el Servicio Electoral de Chile.
El partido manifestó su rechazo al aborto, la eutanasia y el matrimonio igualitario. También declararon su apoyo al exaltamiento de valores patrióticos, la soberanía, la independencia y la unidad de la nación.
Su símbolo consistía en las letras iniciales ADN, la letra A en color azul y dentro de ella una estrella blanca, la letra D en color blanco y la letra N en color rojo, todas elIas con líneas negras en el medio y en fondo negro, y bajo las letras ADN el lema "unión + unión".
El Servicio Electoral de Chile caducó el derecho a inscripción del partido el 6 de octubre de 2015 debido a que no logró recolectar las firmas necesarias en el plazo establecido en la legislación vigente, dejando de existir.